# The Slaughterhouse
Trax from The NPG Music Club, Volume 2: The Slaughterhouse es el vigesimonoveno álbum de estudio del músico estadounidense Prince, publicado el 29 de marzo de 2004 por el sello NPG Records.

## Lista de canciones
Todas las canciones escritas por Prince.
1. "Silicon" - 4:17
2. "S&M Groove" - 5:10
3. "Y Should Eye Do That When Eye Can Do This?" - 4:33
4. "Golden Parachute" - 5:38
5. "Hypnoparadise" - 6:05
6. "Props 'n' Pounds" - 4:38
7. "Northside" - 6:34
8. "Peace" - 5:35
9. "2045: Radical Man" - 6:34
10. "The Daisy Chain" - 6:13